# Дендрохронологія

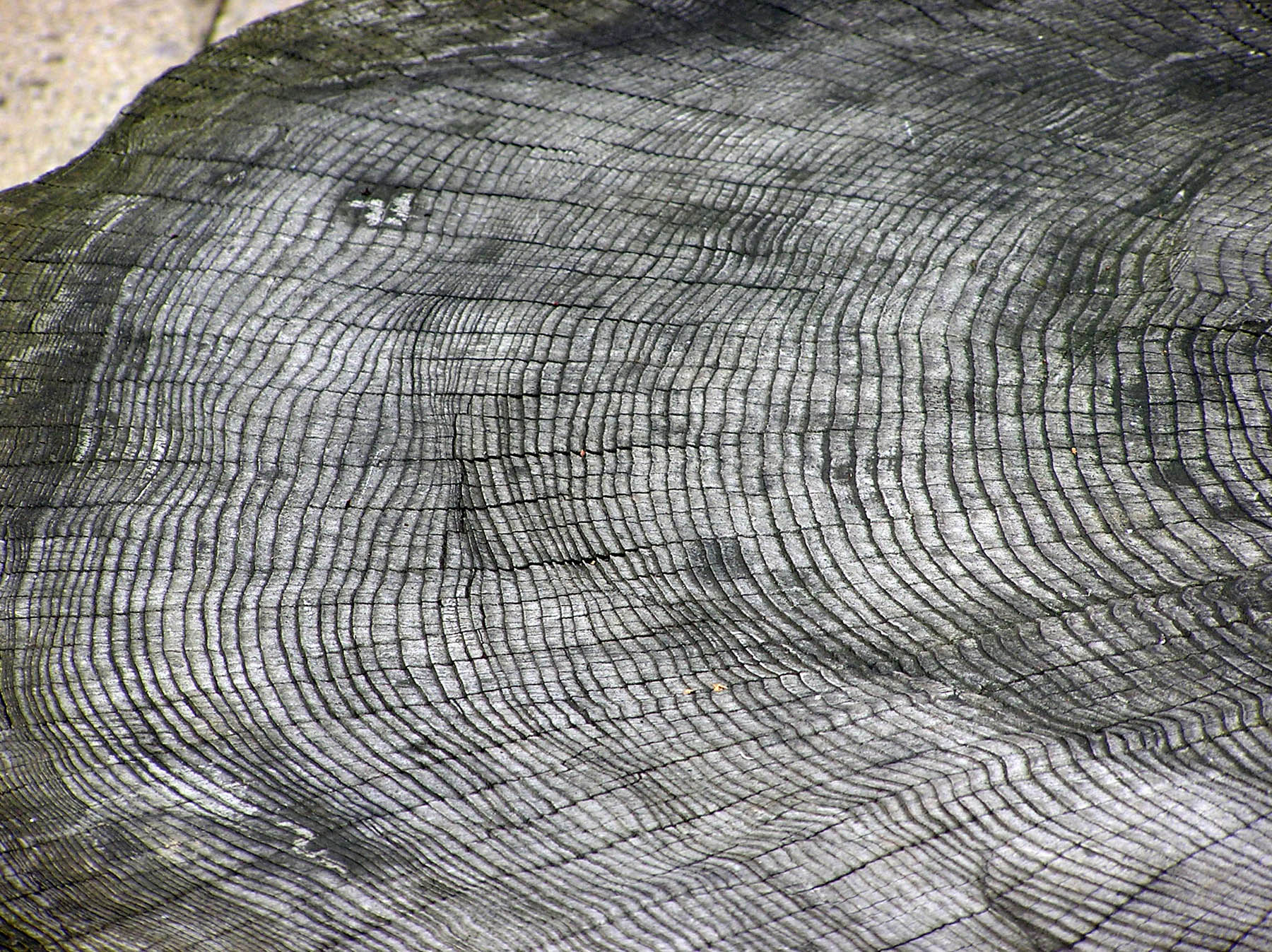
Деревні кільця невідомого дерева (Бристольський зоопарк (Bristol Zoo), Англія

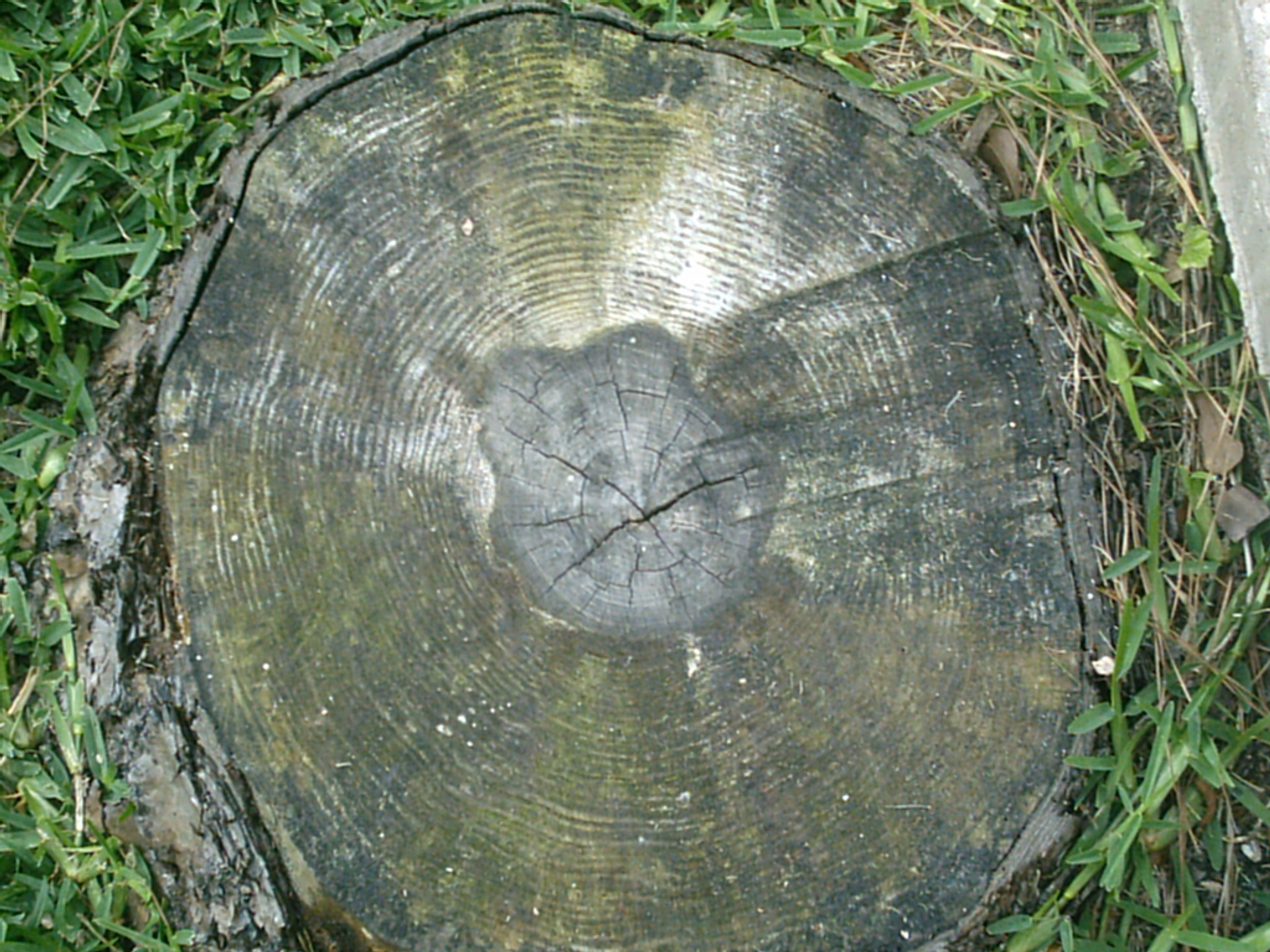
Деревні кільця сосни

Дендрохронологія або датування деревних кілець це науковий метод датування, що базується на аналізі росту річних кілець дерев. Цей метод був відкритий та розроблявся протягом 20 ст. Е. Е. Дугласом (A. E. Douglass), засновником Лабораторії з вивчення деревних кілець Університету Аризони (США). Ця техніка дозволяє датувати деревину з точністю до календарного року.
За допомогою дендрохронологічних методів для більшості видів деревних порід можливо точно визначити календарний рік формування річного кільця. Основними напрямками застосування результатів датування є: палеоекологія, коли дані використовуються для реконструкції минулих екологічний явищ (одним з основних є реконструкція клімату); археологія, для датування старих будівель тощо; і радіовуглецевого датування, для встановлення вмісту ізотопу С14 .

## Наукові засади методу
Дерева, що виростають у кліматичних зонах із сезонним кліматом, улітку й узимку ростуть неоднаково: основний ріст відбувається влітку, узимку ж ріст сильно уповільнений. Розходження умов приводить до того, що деревина, що наростає взимку й улітку, відрізняється своїми характеристиками, у тому числі щільністю й кольором. Візуально це проявляється в тім, що деревний стовбур на поперечному розпилі має чітко видиму структуру у вигляді набору концентричних кілець. Кожне кільце відповідає одному року життя дерева («зимовий» шар тонше й візуально просто відокремлює одне «літнє» кільце від іншого). Загальновідомим є спосіб визначення віку спиляного дерева шляхом підрахунку числа річних кілець на розпилі.
Залежно від безлічі факторів, що діяли в літній період (тривалість сезону, температурний режим, кількість опадів та інше) товщина річних кілець у різні роки життя дерева різна, при цьому товщина річних кілець, що наростають у той самий рік у дерев однієї породи, що виростають в одній місцевості, приблизно однакова. Розходження в товщині кілець у різні роки досить значні. Якщо для дерев, що виростали в одній місцевості в один час, побудувати графіки зміни товщини річних кілець по роках, то ці графіки будуть досить близькі, а для дерев, що виростали в різний час, вони різні (у силу випадковості дії кліматичних факторів точний збіг послідовності товщини кілець за досить тривалі періоди вкрай малоймовірно).
Зіставлення послідовності річних кілець, що збереглися в дерев'яному предметі, і зразків, датування яких відома, дозволяє вибрати зразок з однаковим набором річних кілець і, таким чином, визначити, у який період було спиляне дерево, з якого виготовлений предмет. Таке зіставлення і є, властиво, дендрохронологічне датування.

## Виконання

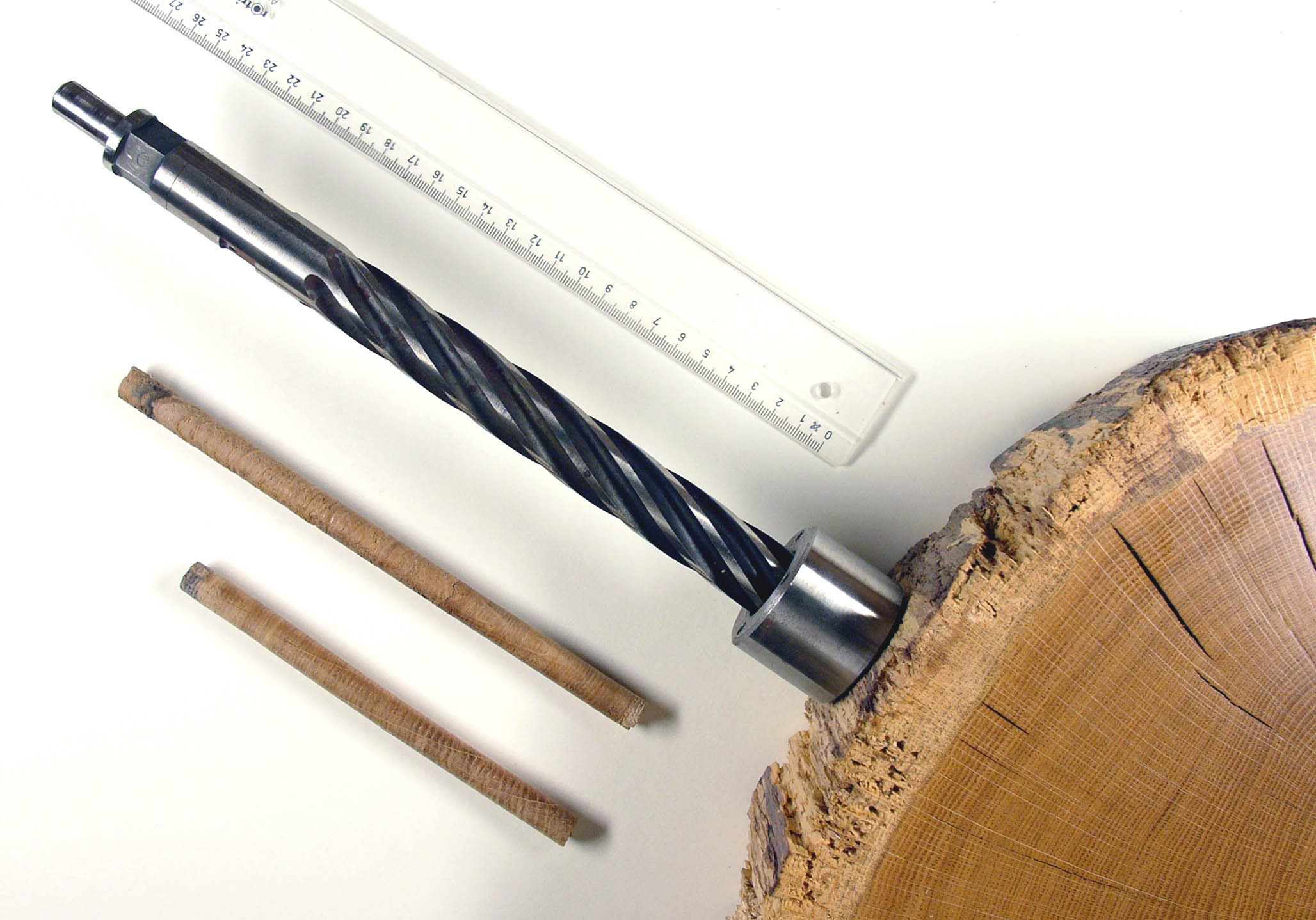
Віковий бур і керни

Лік кілець ведуть або на спилах, або на циліндричних зразках-кернах, висвердлених у живих дерев за допомогою спеціального інструмента — вікового бура, схожого на коркове свердло. Буром акуратно свердлять дерево до серцевини, потім його виймають і отриманий керн виштовхують з трубки за допомогою естрактора.

## Дендрохронологічні шкали
На підставі дослідження зразків деревини, датування яких наперед відома, будується так звана дендрохронологічна шкала — послідовність товщини річних кілець дерев певної породи в певній місцевості, від сучасного моменту і якомога далі в минуле. Для близьких до сучасності періодів використовуються виміри річних кілець живих дерев, що мають досить великий вік (існують методики виконання таких вимірів, які не потребують спилювання дерева).
Для того, щоб продовжити шкалу датувань на часовий проміжок понад межі життя одного дерева, використовують «перехресне датування». Його суть полягає в погоджуванні наступних один за одним поколінь дерев, роки життя яких перекриваються. Фахівці з дендрохронології вважають, навіть на основі самої грубої методики (коли кільця діляться на два класи — «широкі» і «вузькі») 10-літній збіг чергування кілець дозволяє ідентифікувати шкалу з імовірністю помилки не більше 0,1 % (тому що 1/210=0,099 %). При обліку ширини кожного кільця й застосуванні методів математичної статистики ймовірність помилки значно знижується. В останні роки використовується рентгенівський аналіз річних кілець, що дозволяє враховувати не тільки ширину кілець, але й інші параметри (наприклад, щільність деревини в кільці). Таким чином, дендрохронологічна шкала простягається в минуле настільки, наскільки досліджуваний матеріал, що є в наявності дозволяє продовжити безперервну послідовність.
Після побудови шкали по певному виді дерева в локальній місцевості, аналізуються кореляції даного виду з іншими видами, а також зміни виду кілець у сусідніх областях. Це дозволяє поступово розширювати абсолютну шкалу на більше широкий географічний ареал.
За допомогою дендрохронологічного методу можна побудувати абсолютні і відносні шкали датувань. У тому випадку, якщо відомий точний (абсолютний) час життя одного з поколінь дерев, що беруть участь у датуванні, та шкала, що вийшла, буде абсолютною. Наприклад, це можуть бути живі дерева, вік яких відомий по числу кілець. За допомогою абсолютної шкали датувань можна визначати вік дерев'яних предметів практично з 100%-вою надійністю (у випадку точного збігу порядку проходження достатнього числа кілець). У деяких випадках вдається побудувати фрагменти дендрохронологічної шкали, опираючись на фрагменти деревини, датовані іншим способом (наприклад, колоди зі стіни будови, дата будівлі якого відома з історичних документів). У таких випадках шкала, що вийшла, буде вже не абсолютною, а відносною. Правильність датування за допомогою відносних шкал, мабуть, є залежною від правильності імовірності датування «опорних» зразків.
На ріст дерев можуть впливати локальні особливості місця виростання (рельєф, зволоженість). Через це товщина річних кілець конкретного зразка дерева може не відповідати шкалі, побудованої для даного регіону. Але якщо збіг має місце, то ймовірність помилки вкрай мала.